# Un été au Havre
Un été au Havre est une manifestation artistique annuelle créée à l'occasion des cinq cents ans de la ville du Havre, en 2017.
On estime qu'1,3 million de personnes ont visité Le Havre pour ce festival en 2022. Le budget de la manifestation était de 3 000 000 € en 2022.
Chaque année, des œuvres monumentales éphémères pensées pour des lieux spécifiques de la ville sont produites pour la manifestation, qui dure de fin juin à mi-septembre. À la demande de citoyens du Havre, certaines œuvres sont pérennisées et intègrent les collections de la ville. 
Un été au Havre est piloté par un groupement d'intérêt public présidé par le maire du Havre, Édouard Philippe. Son premier directeur artistique, entre 2017 et 2022, a été Jean Blaise, auquel succède Gaël Charbau jusqu'en 2026.

## Œuvres emblématiques
- Catène de Containers, par Vincent Ganivet, quai Southampton. Cette arche constituée de containers colorés a été pérennisée et appartient désormais à l'identité de la ville, dont elle est un emblème[5].
- UP #3, par Sabina Lang et Daniel Baumann, sur la plage du Havre. D'abord exécutée en bois, cette sculpture géométrique a été reconstruite en béton et appartient désormais à la collection permanente d'Un été au Havre.
- Les cabanes, par Karel Martens. Indissociables de la vie estivale des Havrais, les cabanes de plage sont habituellement blanches. Pour la première édition de Un été au Havre, le graphiste Karel Martens a proposé aux possesseurs de cabanes qui l'acceptaient d'y peindre des bandes de couleurs, suivant un programme informatique. Bien que très populaire, cette installation a fini par disparaître en 2021[6]
- Impact, par Stéphane Thidet, bassin du commerce
- Jusqu'au bout du monde, par Fabien Mérelle, digue Augustin Normand
- Narrow house, par Erwin Wurm, Square Claude Érignac
- Gold coast, par HeHe, Terre-Plein de la jétée
- Apparitions, par Stephan Balkenhol, Façades des immeubles Perret
- La ville qui n'existait pas, par Grégory Chatonsky (25 impressions géantes sur des immeubles de la ville)

## Un été au Havre et l'école d'art
Des étudiants de l'École supérieure d'art et design Le Havre-Rouen participent régulièrement au festival : Emma Ertzcheid (Coup de vent, 2023), Lorène Dengoyan (Les optimists, 2022), Arthur Gosse (La lune s'est posée au Havre, 2021), Alice Baude (H20=$, 2020), Baptiste Leroux (Shell, 2019), Antoine Dieu (Cabanes de plage, 2019). Ces travaux, ainsi que des projets non réalisés issus d'étudiants de l'école ont donné lieu à une exposition rétrospective au Théâtre de l'hôtel de ville du 15 au 30 novembre 2023, Replay : un processus pédagogique à l'échelle d'une ville.